# Branko Dokić
Dr Branko Dokić (Vrbica kod Livna, 1949.) diplomirao 1971. godine, magistrirao 1978. godine na Elektrotehničkom fakultetu u Banjoj Luci, doktorirao 1982. godine na Fakultetu tehničkih nauka u Novom Sadu. 
18. prosinca 2004., podnio je ostavku na mjesto ministra prometa i telekomunikacija u vladi Bosne i Hercegovine, zajedno s ministrom vanjskih poslova Mladenom Ivanićem, zbog ne slaganja s političkim potezima administratora međunarodne zajednice u BiH Paddyjem Ashdawnom.   
Prije rata je bio ekspert Savezne vlade za oblast elektrotehnike. Glavne oblasti istraživanja: 
- Integrirani krugovi (analiza i sinteza)
- Energetska elektronika
- Projektiranje digitalnih sustava.

Predmeti iz kojih izvodi nastavu:
- Impulsna i digitalna elektronika
- Mikroelektronika
- Projektiranje digitalnih sustava
- Energetska elektronika.